# Van Buren Township (Darke County, Ohio)
Van Buren Township ist eines von 20 Townships des Darke Countys im US-Bundesstaat Ohio. Nach der Volkszählung im Jahr 2000 waren hier 1573 Einwohner registriert. Benannt ist der Ort nach dem Präsidenten Martin Van Buren.

## Geografie
Van Buren Township liegt im mittleren Südosten des Darke Countys im Westen von Ohio und grenzt im Uhrzeigersinn an die Townships: Adams Township, Franklin Township, Monroe Township, Twin Township, Butler Township, Neave Township und Greenville Township.

## Verwaltung
Das Township wird durch ein Board of Trustees, bestehend aus drei gewählten Mitgliedern, verwaltet. Zwei Personen werden jeweils im Jahr nach der Präsidentschaftswahl gewählt und eine jeweils im Jahr davor. Die Amtszeit dauert in der Regel vier Jahre und beginnt jeweils am 1. Januar. Daneben gibt es noch einen Township Clerk (zuständig für Finanzen und Budget), der ebenfalls im Jahr vor der Präsidentschaftswahl auf eine vierjährige Amtszeit gewählt wird. Dessen Amtszeit beginnt jeweils am 1. April.